# Grandidierella bispinosa
Grandidierella bispinosa är en kräftdjursart som beskrevs av Schellenberg 1938. Grandidierella bispinosa ingår i släktet Grandidierella och familjen Aoridae. Inga underarter finns listade i Catalogue of Life.